# Kohlmottenschildlaus

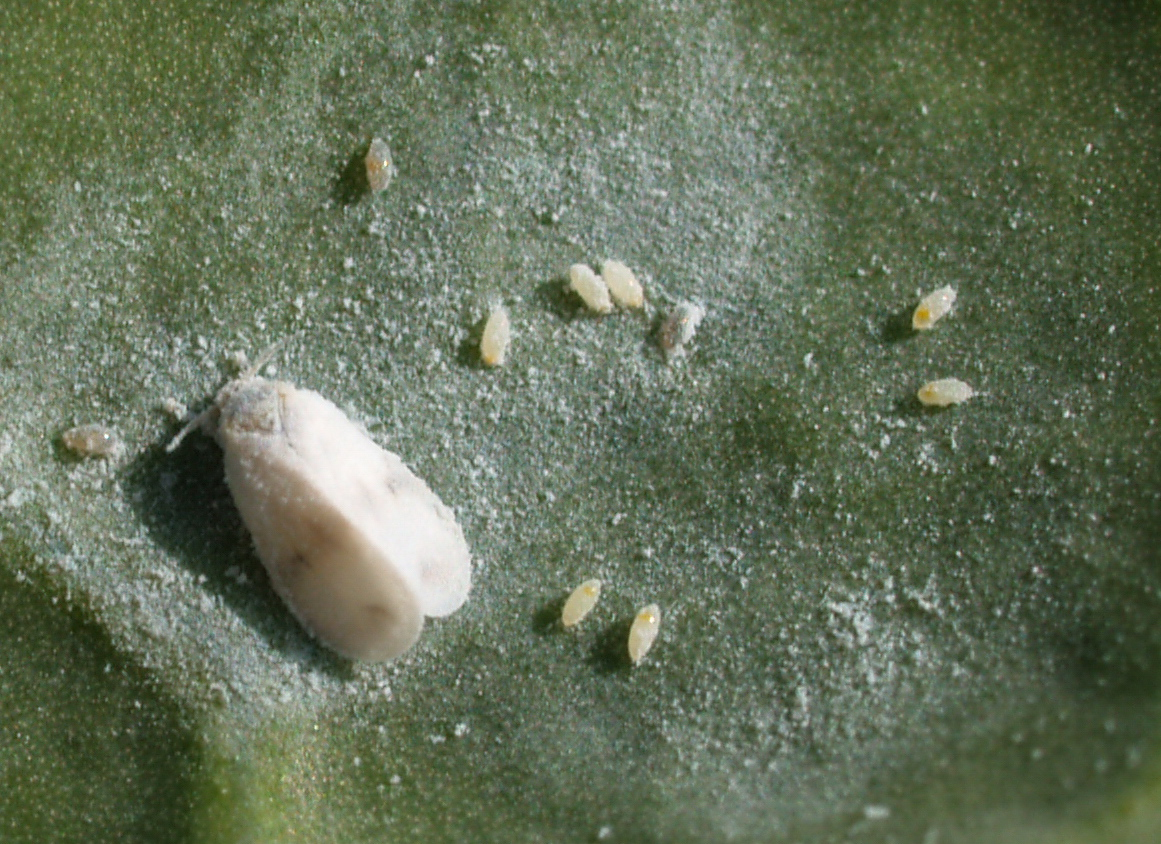
Kohlmottenschildlaus (Aleyrodes proletella) – Imago mit Eiern

Die Kohlmottenschildlaus (Aleyrodes proletella), auch als Weiße Fliege am Kohl bekannt, ist eine Pflanzenlaus aus der Familie Aleyrodidae.

## Merkmale
Die Kohlmottenschildlaus ist etwa 1,5 mm lang. Die weiße Pflanzenlaus besitzt rote Augen. Auf ihren Flügeln befindet sich eine dunkle Musterung.

## Vorkommen
Die Kohlmottenschildlaus ist in Teilen Eurasiens und Afrikas heimisch. Die Art breitet sich weltweit aus. Sie hat sich in Nord- und Südamerika sowie in Australien und Neuseeland als Neozoon etabliert. Im Nordosten der Vereinigten Staaten wurde sie 1993, in Kalifornien 2001 nachgewiesen.

## Lebensweise
Die Kohlmottenschildläuse findet man sowohl in Wäldern als auch auf landwirtschaftlichen Nutzflächen. 
Die polyphagen Pflanzenläuse haben eine Vielzahl von Wirts- und Futterpflanzen wie Luzerne oder Klee, insbesondere aber Kreuzblütler (Cruciferae).
Abhängig von den klimatischen Verhältnissen (insbesondere der Temperatur) gibt es zwischen zwei und sechs Generationen pro Jahr. Die Nymphen schlüpfen 12 Tage nach der Eiablage. Es gibt drei Nymphenstadien. Das anschließende Puppenstadium dauert 10 Tage. Die Imagines überwintern auf der Unterseite von Blättern.
Zu den natürlichen Feinden der Kohlmottenschildlaus zählen Netzflügler, Marienkäfer, Spinnen und Insekten, die als generalistische Prädatoren wirken.

## Schadwirkung
Die Kohlmottenschildlaus gilt als minderer Schädling an Weißkohl, Rosenkohl, Blumenkohl, Brokkoli und Grünkohl. Sie gilt nicht als Überträger von Pflanzenkrankheitserregern. Sie verursacht jedoch durch ihre Eier, Nymphen, Wachsablagerungen und Ausscheidungen eine Qualitätsminderung der betroffenen Gemüse. Ein Massenbefall kann zu einem Welken der Blätter führen. Insektizide wirken meist nur auf erwachsene Läuse und junge Nymphen.

## Nützlingswirkung
Kürbisgewächse (Cucurbitaceae) gehören anders als bei der Gewächshaus-Weiße Fliege (Trialeurodes vaporariorum) nicht zu den Wirts- und Futterpflanzen der Kohlmottenschildlaus. Zur Bekämpfung der Gewächshaus-Weiße Fliege wird die Erzwespe Encarsia formosa als Parasitoid eingesetzt, die als  Brutreservoir auch Kohlmottenschildläuse nutzt. Somit finden Kohlmottenschildläuse auch als Wirte für die Zucht dieser Erzwespe Verwendung.